# 카를로스 아길레라 마르틴
후안 카를로스 아길레라 마르틴(스페인어: Juan Carlos Aguilera Martín, 1969년 5월 22일, 마드리드 지방 마드리드 ~)은 스페인의 전 축구 선수이다. 그는 현역 시절 초반을 우측 미드필더로 활약했는데, 그가 프로 무대 첫 발을 디딘 아틀레티코 마드리드에서 우측 수비수로 마침표를 직었다. 그는 거의 20년 가까이 현역 선수로 활동하면서 500번이 넘는 경기에 출전했는데, 이 중 라 리가 경기에만 375번을 출전했다.
아길레라는 1998년 FIFA 월드컵에 스페인 국가대표팀의 일원으로 참가했다.

## 축구 경력
마드리드 출신인 아길레라는 아틀레티코 마드리드에서 프로 무대 신고식을 치렀는데, 1988년 3월 26일 스포르팅 히혼과의 경기에서 첫걸음을 떼었는데, 같은 시기 2군 선수로 이미 선발 출전을 했었다. 그는 매트리스 제작단 소속으로 1993년까지 활동하며 소속 구단의 2년 연속 코파 델 레이 우승(1990–91 시즌과 1991–92 시즌)을 도왔다.
아길레라는 테네리페로 이적해 엘리오도로 로드리게스 로페스에서 3년을 보냈다. 그가 이 곳에서 지낸 라 리가 최고의 시즌은 1995-96 시즌으로 카나리아 제도 연고 구단 소속으로 39경기에 출전해 5골을 집어넣고 UEFA컵 진출권을 손애 넣었는데, 이는 같은 해에 친정 아틀레티코가 역사적인 2관왕을 달성하며 묻혔다.
1996년, 아길레라는 그의 친정으로 돌아갔는데, 1999-2000 시즌에 강등의 비극을 겪고도 남았고, 세군다 디비시온에서의 2년 동안 78번의 경기에 도합 14골을 집어넣는 꾸준함을 보였다. 2003-04 시즌, 그는 아틀레티코 마드리드에 남기 위해 봉급을 삭감하기도 했다. 그는 아틀레티코 마드리드 복귀 당시 기량이 절정에 달해 스페인 국가대표팀에 발탁되기도 했는데, 그는 1997년 9월 24일에 슬로바키아와의 1998년 FIFA 월드컵 예선전에서 뛰기도 했다.
아길레라는 프랑스에서 열린 본선 대회의 참가 선수 명단에도 이름을 올렸고, 0-0으로 비긴 파라과이전과 6-1 대승을 거둔 불가리아전에도 선발로 나섰고, 도합하여 1년 동안 7번의 국가대표팀 경기에 출전하였다. 그는 2005년에 축구화를 벗고, 6년 뒤에 단장으로서 다시 한 번 아틀레티코 마드리드에 복귀하였다.

## 수상
아틀레티코 마드리드
- 코파 델 레이:
  - 우승: 1990–91, 1991–92
  - 준우승: 1998–99, 1999–2000
- 세군다 디비시온: 2001–02